# Lysobacteraceae
Lysobacteraceae Christensen & Cook, 1978  è una famiglia del phylum Proteobacteria, ordine Lysobacterales.